# Puszcza Rządowa
Puszcza Rządowa – wieś w Polsce położona w województwie kujawsko-pomorskim, w powiecie rypińskim, w gminie Rypin.
We wsi jest przystanek kolejowy Puszcza Rządowa.
| SIMC    | Nazwa           | Rodzaj    |
| ------- | --------------- | --------- |
| 0997938 | Górek           | część wsi |
| 0997921 | Puszcza Miejska | część wsi |
| 0869086 | Wygoda          | osada     |

W latach 1975–1998 miejscowość administracyjnie należała do województwa włocławskiego.

## Demografia
Według Narodowego Spisu Powszechnego (III 2011 r.) liczyła 264 mieszkańców. Jest trzynastą co do wielkości miejscowością gminy Rypin.